# Бетел Мејнор (Вирџинија)
Бетел Мејнор (енгл. Bethel Manor) насељено је место без административног статуса у америчкој савезној држави Вирџинија.

## Демографија
По попису из 2010. године број становника је 3.792.
| Група             | 2000.    | 2010.         |
| Белци             | 0 (0,0%) | 2.305 (60,8%) |
| Афроамериканци    | 0 (0,0%) | 726 (19,1%)   |
| Азијати           | 0 (0,0%) | 82 (2,2%)     |
| Хиспаноамериканци | 0 (0,0%) | 431 (11,4%)   |
| Укупно            | 0        | 3.792         |